# よみうりゴルフウエストコース
よみうりゴルフウエストコースは、兵庫県西宮市にあるゴルフ場である。

## 概要
「よみうりゴルフウエストコース」の前身は「よみうりパブリックコース」である。兵庫県西宮市の南は六甲山連山、北には丹波連峰のパノラマが広がり、北摂連山を一望できる丘陵地に位置し、恵まれた広大な地形を生かしたロケーションにレイアウトされた、どのホールも個性豊かな18ホールのパブリックコースのゴルフ場である。
1961年10月20日、コース設計家・上田治の設計により開場した「よみうりカントリークラブ」の隣接地に、翌年の1962年10月10日、上田治によって旧・よみうりパブリックコースは開場された。
2006年7月、コース改造を鈴木規夫の監修のもとに長渡譽一に依頼し、2グリーンから1グリーン化の改造を行った。同時にクラブ名称の旧・よみうりパブリックコースを「よみうりゴルフウエストコース」と改称した。改造に伴い、コースレートも74.4となり、兵庫県内でトップ10となる難易度のゴルフ場となった。また、使用するティは自分に合ったティを選択出来る5ティ制を採用した。
2008年、男子プロゴルフツアーである「全英への道 ミズノオープンよみうりクラシック」が開催されたトーナメントコースである。日本の代表的なパブリックコースとして、日本パブリックゴルフ協会主催のパブリック選手権、シニア選手権などの開催会場の実績がある。

## 所在地
〒669-1141 兵庫県西宮市塩瀬町名塩北山

## コース情報
- 開場日 - 1962年10月10日
- 設計者 - 上田治、長渡譽一（改造）、鈴木規夫（監修）
- コースタイプ - 丘陵コース
- コース - 18ホールズ、パー72、7,196ヤード、コースレート74.4
- フェアウェー - コウライ
- ラフ - ノシバ
- グリーン - 1グリーン、ニューベント
- ハザード - バンカー81、池が絡むホール2
- ラウンドスタイル - キャディ・セルフ選択可、キャディまたはセルフでの乗用カート、1組4人が原則、状況によりツーサム可、乗用カート(5人乗り)リモコン式
- 練習場 - 70打席275ヤード
- 休場日 - 不定休[3]

## ギャラリー
- コース - 「よみうりゴルフウエストコース」、コースレイアウト、2021年9月17日閲覧
- ハウス - 「よみうりゴルフウエストコース」、施設案内、2021年9月17日閲覧

## 交通アクセス
- 鉄道 - 福知山線（JR西日本） - 西宮名塩駅より タクシー利用 約8分[4]
- 道路 - 中国自動車道 - 宝塚ICより 12Km 約25分[4]

## 競技開催実績
- 2008年（平成20年） - 第38回 全英への道 ミズノオープンよみうりクラシック[5]

## 関連文献
- 『ゴルフ場ガイド 西版』、2006-2007、「よみうりゴルフウエストコース」、東京 ゴルフダイジェスト社、2006年5月、2021年9月17日閲覧